# Built to Last (Sick-of-It-All-Album)
Built to Last ist das vierte Studioalbum der US-amerikanischen Hardcore-Band Sick of It All. Es erschien im Februar 1997 bei EastWest/Equal Vision Records.

## Entstehung und Stil
Auf Built to Last, dem zweiten und letzten Majorlabel-Album der Band, setzte die Band konsequent weiter auf schnellen, melodischen Hardcore mit gelegentlichen Oi!-Elementen. Dabei arbeitete die Band erstmals mit GGGarth (Rage Against the Machine) als Produzenten zusammen, der dem Album zu einem kompakten Klang verhalf.

## Rezeption
Jason D. Taylor von Allmusic schrieb, das Album biete ein erneut ein „solides Paket schnellen Hardcore Punks“. Er vergab drei von fünf Sternen. Joachim Hiller vom Visions schrieb: „Natürlich ist alles souverän in Szene gesetzt, textlich wohltuend überlegt und vom ersten Takt an mitreißend. Exzellent ist vor allem die ungewöhnlich rhythmische Singleauskopplung 'Jungle'.“

## Titelliste
Alle Stücke wurden von Sick of It All geschrieben.
1. Good Lookin' Out – 1:53
2. Built to Last – 2:01
3. Closer – 2:56
4. One Step Ahead – 2:07
5. Us vs. Them – 3:04
6. Laughingstock – 2:42
7. Don't Follow – 2:02
8. Nice – 2:41
9. Busted – 1:37
10. Burn 'em Down – 2:55
11. End the Era – 3:05
12. Chip Away – 2:02
13. Too Late – 2:00
14. Jungle – 8:10

Jungle endet bei 2:54. Von Minute 2:55 bis 5:53 ist Stille. Bei 5:54 sagt eine Stimme "Oh c'mon hurry up ya old hag". Es folgt erneut Stille von 5:58 – 6:59. Bei 7:00 beginnt ein Hidden track auf Englisch und Spanisch.